# Sistema educativo de Paraguay
El sistema educativo paraguayo se estructura en cuatro niveles: inicial, primaria, secundaria y superior. En Paraguay, la educación primaria es de carácter obligatorio y comprende un ciclo de nueve años. La educación secundaria, por su parte, se extiende por tres años. Se registran 8295 instituciones educativas de nivel básico: 7104 son de gestión pública, 590 son subvencionadas y 601 son de gestión privada (datos de 2008). En relación con las instituciones educativas públicas, el Ministerio de Educación y Ciencias ha habilitado 300 nuevas escuelas en los últimos cinco años,[¿cuándo?] predominantemente en áreas rurales.
El gasto del PIB destinado al sector educativo es del 4,3 %, uno de los más bajos de Latinoamérica. La tasa de alfabetización se sitúa en el 94 %. Con aproximadamente 1 750 000 alumnos en los tres niveles educativos (primario, secundario y terciario), la tasa bruta de matrícula alcanzó el 76 % en 2007, lo que permitió que el Índice de Desarrollo Humano educacional alcanzara un valor de 0.884.

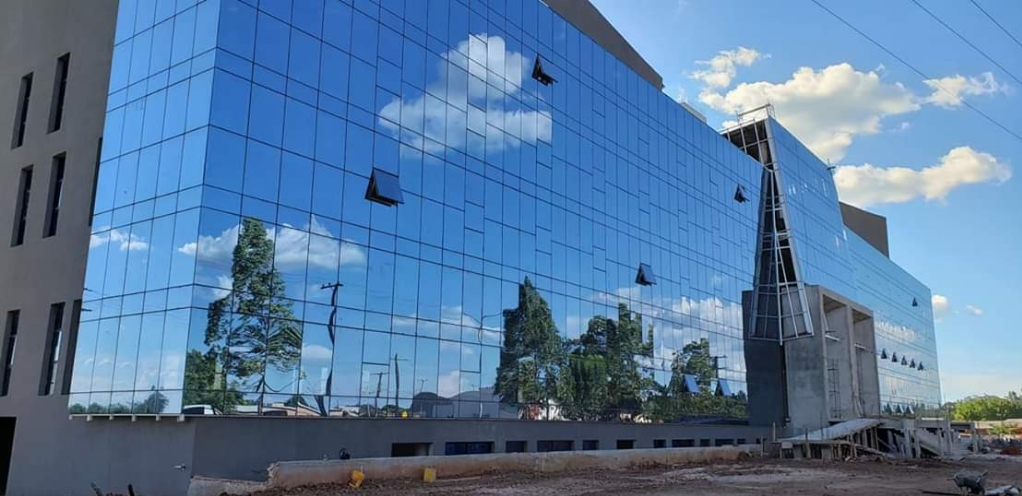
Universidad del Pacífico funcionando en la ciudad de Pedro Juan Caballero.

En Paraguay operan 53 universidades, de las cuales 8 son nacionales y 45 son privadas. Las más prominentes son la Universidad Nacional de Asunción, la Universidad Autónoma de Asunción y la Universidad Católica de Asunción.
Según datos del censo realizado en 2002, el 5 % de la población no cuenta con ningún tipo de instrucción formal. Por otro lado, la mayoría de la población paraguaya ha completado hasta el sexto grado de la educación básica (50,6 %). En contraste, aquellos que han culminado la educación secundaria o poseen educación universitaria representan el 9,8 % de la población.

## Historia
Durante la presidencia de Alfredo Stroessner (1954-1989), las iniciativas educativas quedaron subordinadas a los asuntos económicos y al control de adversarios políticos, provocando que los salarios de los docentes cayeran a niveles extremadamente bajos. La Constitución de 1992 intentó remediar el prolongado abandono de la educación. El artículo 85 de la Constitución exige que el 20 % del presupuesto gubernamental se destine a gastos educativos. Esta medida, sin embargo, ha demostrado ser poco práctica y ha sido en gran medida ignorada.
No obstante, la democratización ha traído consigo una mejora gradual en el sistema educativo. El gasto en educación ha aumentado, alcanzando el 4,7 % del producto interno bruto en el año 2000, en comparación con el 1,7 % de 1989. Gran parte del incremento en los fondos se destinó a elevar los salarios de los docentes y actualizar los planes de estudio. Los estudiantes deben asistir a la escuela de los siete a los trece años de edad, y las encuestas indican que Paraguay tiene una tasa neta de asistencia a la escuela primaria del 92 %. La educación pública no es completamente gratuita y las tasas de deserción siguen siendo elevadas.
Hasta la década de 1990, la Universidad Nacional de Asunción y la Universidad Católica Nuestra Señora de la Asunción eran las únicas instituciones de educación superior que atendían a la población de Paraguay. Como parte de las reformas educativas de esa década, el Gobierno creó diez nuevas universidades. En 2003, la Academia Militar Mcal. Francisco Solano López, admitió a mujeres cadetes por primera vez, abriendo nuevas oportunidades educativas para las mujeres.
En 2003, Paraguay tenía una tasa de alfabetización estimada del 94 %, con muy poca diferencia entre hombres y mujeres (95 % y 93 %, respectivamente). Las tasas de analfabetismo superan el promedio nacional en áreas rurales. El censo de 2001 encontró que el 15 % de las mujeres y el 10 % de los hombres que viven en áreas rurales eran analfabetos. La alfabetización en Paraguay presenta una particularidad, pues se aprende a leer y escribir en el idioma castellano en las escuelas, aunque la mayoría se expresa mejor en guaraní, que es su idioma materno.
Durante la pandemia de COVID-19, cerca de 20 000 alumnos desertaron de sus estudios en las escuelas y colegios debido a las dificultades económicas y sociales causadas por la cuarentena y la educación a distancia (restricciones de circulación, riesgo de contraer enfermedades, dificultades en la utilización, acceso y costo de Internet, entre otras).

## Características
Paraguay cuenta con la educación inicial preescolar para los niños de hasta seis años, seguida de la educación escolar básica (o primaria), que es obligatoria y dura nueve años (1.er al 9.º grado), y la educación media, secundaria o bachillerato, que dura tres años (1.er, 2.º y 3.er año de la media).
La educación escolar básica se divide a su vez en tres ciclos: primer ciclo (1.er al 3.er grado), segundo ciclo (4.º al 6.º grado) y tercer ciclo (7.º al 9.º grado), este último ciclo asociándose más a la educación secundaria o media.
Antes de la reforma educativa del año 2008, la educación básica y la educación media duraban seis años cada una (1.er al 6.º grado para la educación escolar básica y 1.er al 6.º curso para la educación media). Desde 2008, esto fue modificado con el fin de fortalecer la educación básica hasta al menos el noveno año de instrucción (cuasi-bachiller), ya que la mayoría de los paraguayos contaban únicamente con hasta seis años de instrucción.
La educación secundaria en Paraguay es obligatoria y dura tres años. Es llamada también educación media (1.er, 2.º y 3.er año). Después de nueve años de educación básica (primaria), el estudiante opta por los énfasis de los bachilleres de letras y artes y los científicos: ciencia básica, ciencias sociales y ciencias exactas, además de los diversos bachilleres técnicos: contabilidad, electrónica, salud, agronomía, informática, entre otros. Es necesario el título de bachiller para poder ingresar a una universidad.

### Niveles
| Nivel/Grado                    | Edad mínima       |
| Educación inicial              | Educación inicial |
| ------------------------------ | ----------------- |
| Maternal                       | 3 años            |
| Prejardín                      | 3-4 años          |
| Jardín                         | 4-5 años          |
| Preescolar                     | 5-6 años          |
| Educación primaria             |                   |
| Primer grado (primer ciclo)    | 6-7 años          |
| Segundo grado                  | 7-8 años          |
| Tercer grado                   | 8-9 años          |
| Cuarto grado (segundo ciclo)   | 9-10 años         |
| Quinto grado                   | 10-11 años        |
| Sexto grado                    | 11-12 años        |
| Séptimo grado (tercer ciclo)   | 12-13 años        |
| Octavo grado                   | 13-14 años        |
| Noveno grado                   | 14-15 años        |
| Educación media-Bachiller      |                   |
| Primer curso                   | 15-16 años        |
| Segundo curso                  | 16-17 años        |
| Tercer curso                   | 17-18 años        |
| Educación superior-Universidad |                   |
| Posgrado                       |                   |
| Formación profesional          |                   |
| Educación de adultos           |                   |

## Estadísticas

### Nivel educativo: años de instrucción
El nivel educativo de la población, medido por la cantidad de años de estudio aprobados, resulta consistente con la tasa de analfabetismo. Según el censo de 2002, si bien la proporción de quienes carecen totalmente de instrucción se redujo al 5,0 %, las personas que cuentan con hasta seis grados aprobados alcanzan el 50,6 %, evidenciando el bajo nivel educativo del país. En contraste, el 9,8 % tiene trece o más años de escolaridad.
Al igual que en casos precedentes y otros, la diferencia por sexos es mucho menor que la registrada por áreas. El 50,3 % de los varones y el 50,8 % de las mujeres tiene entre uno y seis años de escolaridad; por otra parte, el 8,9 % de los varones tiene trece o más años de escolaridad en comparación con el 10,7 % del sexo femenino. En el ámbito urbano, el 38,6 % de la población ha aprobado entre uno y seis años, en comparación con el 68,4 % del espacio rural; esta aguda disparidad se refuerza al constatar que poseen nivel educativo terciario el 14,5 % de las personas de las ciudades en comparación con apenas el 2,9 % del campo.
| Años de instrucción            | Población | Equivalencia                     |
| ------------------------------ | --------- | -------------------------------- |
| Ninguno                        | 5,0 %     | Sin educación                    |
| 1 a 3                          | 15,2 %    | Hasta 3.º grado E. E. B. cursado |
| 4 a 6                          | 35,4 %    | Hasta 6.º grado E. E. B. cursado |
| 7 a 9                          | 17,0 %    | Hasta 9.º grado E. E. B cursado  |
| 10 a 12                        | 16,5 %    | Hasta 3.º curso E. M. cursado    |
| 13 y más                       | 9,8 %     | Universitario                    |
| No informado                   | 1,2 %     |                                  |
| Fuente: Censo DGEEC (año 2002) |           |                                  |

El censo de 2002, registra un promedio de 7,1 años de estudio para la población de 15 años y más, un bajo nivel pero superior al obtenido en la década pasada, que fue de 6,4 años. Los mayores avances constituyen el aumento de los años de estudio y una muy pequeña reducción en la distancia entre los sexos, cuando se advierte que los promedios de años de estudio aprobados son 7,2 para los varones y 7,1 para las mujeres. Sin embargo, el mayor desafío pendiente es la marcada asimetría por área, con 8,4 para el país urbano y 5,3 para el rural.
La disparidad encontrada por área se refleja en los departamentos. Los más urbanizados presentan los mayores promedios: Asunción con 10,1 y Central con 8,1, seguido de Alto Paraná con 6,7, mientras que se encuentran en el extremo opuesto Caazapá, Canindeyú y Alto Paraguay, con en promedio 5,4, 5,2 y 4,9 años de estudio aprobados, respectivamente, situación que se conjuga con una elevada proporción de población rural.
| Departamento     | Años de instrucción |
| ---------------- | ------------------- |
| Asunción         | 10,1                |
| Concepción       | 6,2                 |
| San Pedro        | 5,7                 |
| Cordillera       | 6,5                 |
| Guairá           | 6,2                 |
| Caaguazú         | 6,1                 |
| Caazapá          | 5,4                 |
| Itapúa           | 6,0                 |
| Misiones         | 6,6                 |
| Paraguarí        | 6,3                 |
| Alto Paraná      | 6,7                 |
| Central          | 8,1                 |
| Ñeembucú         | 6,2                 |
| Amambay          | 6,1                 |
| Canindeyú        | 5,2                 |
| Presidente Hayes | 5,5                 |
| Boquerón         | 5,6                 |
| Alto Paraguay    | 4,9                 |
| Nivel país       | 7,1                 |

### Alfabetismo
En algún momento, se ha reducido notablemente el analfabetismo en personas de 15 años o más, pasando del 19,9 % en 1972 al 7,1 % en 2002, lo que significó que de cada catorce personas una era analfabeta. El cambio más significativo ocurrió entre 1982 y 1992, cuando el analfabetismo se redujo a menos de la mitad. La expansión de la cobertura educativa y el acceso a la misma durante la década de 1980 tuvo un impacto significativo, mientras que en el siguiente decenio, determinados segmentos poblacionales permanecieron excluidos de este progreso.
Las disparidades entre áreas urbanas y rurales son constantemente mayores que entre hombres y mujeres, en ambos casos en detrimento del sector rural y de las mujeres. Aunque las brechas entre géneros y áreas se han reducido, la inequidad persiste. En 2012, el 6,0 % de los hombres y el 8,2 % de las mujeres son analfabetos. Por otra parte, la tasa de analfabetismo rural duplica a la urbana; según el último censo, el 4,9 % de las personas que residen en áreas rural.
| Analfabetismo en Paraguay 1972-2012 (en %) |
| ------------------------------------------ |
|                                            |
| Fuente:: DGEEC Paraguay (INE) 1972-2012.   |

## Educación técnica y vocacional
La educación formal, técnica y profesional en Paraguay existe a través de dos currículos principales: los bachilleratos técnicos y la formación profesional Media. Los bachilleratos técnicos duran tres años y otorga al bachiller técnico un acceso directo a la educación terciaria. Reúne a 60 000 estudiantes en todo el país divididos en 600 escuelas técnicas superiores.
La formación profesional media es menos académica y tiene objetivos en una integración directa con el mundo laboral después de la graduación. Las personas que han abandonado el sistema educativo antes pueden unirse a programas de capacitación profesional manejados por el Ministerio de Educación y Ciencias, que proporcionan resultados suficientes en un examen de ingreso. Los graduados de esos programas y de la formación profesional media tiene que pasar la Prueba de Evaluación de Competencia Académica (Acat) para continuar con la educación terciaria. Finalmente, los estudiantes pueden unirse al plan de estudios en calidad de técnicos superiores (educación postsecundaria) ofrecido por 287 instituciones (de los cuales el 88 % son privadas) y que otorga un grado de técnico avanzado después de tres años.
Fuera del sistema de educación formal, existe un plan de estudios para personas mayores de 15 años de edad: formación profesional, formación profesional inicial, con diversos requisitos y programas de ingreso, ofrecidos por instituciones públicas y privadas. El Ministerio de Justicia también brinda educación y capacitación a través del Servicio Nacional de Promoción Profesional (SNPP).
El SNPP ofrece clases en programa de computadora; programa de entrenamiento a distancia; programa de aprendizaje para jóvenes; programa de desarrollo empresarial; y programa de formación de instructores. Los estudiantes son principalmente adultos jóvenes. Otras instituciones públicas, como el Ministerio de Agricultura, Ministerio de Salud Pública y Bienestar Social, la Cámara de la Construcción de Paraguay y el Centro de Productividad y Calidad de Paraguay, entre otras, manejan además los programas vocacionales y técnicos. La educación informal también tiene cierta importancia en Paraguay, aunque es difícil de medir.

## Universidades
Según el ranking: Webometrics Ranking of World Universities de 2022  elaborado por el Consejo Superior de Investigaciones Científicas español (CSIC) que mide el impacto de las investigaciones científicas de las distintas universidades del mundo; a enero de 2022 las diez universidades paraguayas que evidencian un mejor desempeño en el mundo académico son las siguientes:
| Clasificación nacional | Clasificación mundial | Universidad                                        | Logo | Web oficial                                                                 | Sede            |
| ---------------------- | --------------------- | -------------------------------------------------- | ---- | --------------------------------------------------------------------------- | --------------- |
| 1                      | 3583                  | Universidad Nacional de Asunción                   |      | una.py/Estatal                                                              | San Lorenzo     |
| 2                      | 5975                  | Universidad Católica Nuestra Señora de la Asunción |      | uc.edu.py/Privada Archivado el 29 de septiembre de 2019 en Wayback Machine. | Asunción        |
| 3                      | 6771                  | Universidad del Norte                              |      | uninorte.edu.py/Privada                                                     | Asunción        |
| 4                      | 7705                  | Universidad Politécnica y Artística del Paraguay   |      | upap/Privada                                                                | Asunción        |
| 5                      | 10819                 | Universidad Nacional del Este                      |      | une.py/Estatal                                                              | Ciudad del Este |
| 6                      | 11223                 | Universidad Autónoma de Encarnación                |      | unae/Privada                                                                | Encarnación     |
| 7                      | 11846                 | Universidad Nacional de Caaguazú                   |      | unca.py/Estatal                                                             | Coronel Oviedo  |
| 8                      | 12047                 | Universidad Autónoma de Asunción                   |      | uaa/Privada                                                                 | Asunción        |
| 9                      | 12717                 | Universidad Autónoma del Paraguay                  |      | uap/Privada                                                                 | Asunción        |
| 10                     | 13188                 | Universidad Nacional de Itapúa                     |      | uni.py/Estatal                                                              | Encarnación     |

## Calificación
En Paraguay, para las asignaturas se emplea una escala del 1 al 5, siendo 1 la calificación más baja y 5 la más alta. La calificación mínima requerida para aprobar una asignatura es de 2.
| Calificación | Notas        |
| ------------ | ------------ |
| 5            | Excelente    |
| 4            | Muy bueno    |
| 3            | Bueno        |
| 2            | Aceptable    |
| 1            | Insuficiente |